# Cotinus carranzae
Cotinus carranzae är en sumakväxtart som beskrevs av J. Rzedowski & G. Calderón de Rzedowski. Cotinus carranzae ingår i släktet perukbuskar, och familjen sumakväxter. Inga underarter finns listade i Catalogue of Life.